# Going Wild
Pour plus de détails, voir Fiche technique et Distribution.
Going Wild est un film américain réalisé par William A. Seiter, sorti en 1930.

## Synopsis
Rollo Smith et son ami Jack Lane n'ont pas de chance et doivent se cacher dans un train de marchandise. Ils trouvent une place dans le compartiment du pilote et écrivain Robert Story mais me conducteur les fait sortir juste au moment où le célèbre écrivain est censé arriver, Rollo étant confondu avec Story.
Peggy Freeman et May Bunch se disputent l'attention de Rollo, croyant qu'il est un pilote célèbre. Les deux pique-assiettes obtiennent une chambre et des repas gratuits au Palm Inn et tout se passe bien jusqu'à ce que Story soit invité à participer à une course aérienne, face à un véritable aviateur, Ace"Benton et à avoir une chance de gagner un pari de 25 000 dollars. Le seul problème est que Rollo n'a jamais monté dans un avion. Avec les filles qui parient sur lui et Peggy, déguisée en mécanicien, qui monte clandestinement à bord d'un avion, il réussit à s'envoler mais tout se complique car il a du mal à contrôler l'appareil. Ferguson, le vrai pilote que Peggy avait enfermé dans un placard, se présente mais Rollo continue à faire son show aérien, forçant Ace à abandonner la course.
Lorsque Peggy tire accidentellement sur l'anneau de son parachute, Rollo la rejoint alors qu'ils flottent en toute sécurité vers la terre et il la demande en mariage.

## Fiche technique
- Titre français : Going Wild
- Réalisation : William A. Seiter
- Scénario : Humphrey Pearson et Henry McCarty d'après The Aviator de James Montgomery
- Photographie : Sol Polito
- Directeur artistique : Anton Grot
- Pays d'origine : États-Unis
- Format : Noir et blanc
- Genre : musical
- Date de sortie : 1930

## Distribution
- Joe E. Brown : Rollo Smith
- Lawrence Gray : Jack Lane
- Ona Munson : Ruth Howard
- Walter Pidgeon : 'Ace' Benton
- Laura Lee : Peggy Freeman
- Frank McHugh : 'Ricky' Freeman
- May Boley : May Bunch
- Anders Randolf : Edward Howard
- Arthur Hoyt : Robert Story
- Johnny Arthur : Simpkins
- Fred Kelsey : Le Conducteur
- Harvey Clark : Herndon Reamer
- Parmi les acteurs non crédités :
- Bill Elliott
- Bess Flowers
- Polly Ann Young